# Azov
Azov je grad u Rostovskoj oblasti u Ruskoj Federaciji. Nalazi se na ušću rijeke Don, 8 km od Azovskog mora, koje je po ovom gradu i dobilo ime.

## Najstarija naselja u okolici
Ušće rijeke Dona oduvijek je bilo važno trgovinsko središte. Početkom 3. stoljeća prije Krista, Grci iz Bosporskog Kraljevstva ovdje su utemeljili koloniju, koju su nazvali Tanais, prema grčkom imenu za rijeku Don. 
Nekoliko stoljeća kasnije naseobinu je spalio kralj Poleumon Bosporski. Ponovni dolazak grčkih kolonista vratio je napredovanje naselju. Međutim, Goti su ga skoro potpuno uništili u 3. stoljeću poslije Krista. 
Mjesto današnjeg Tanaisa, na kojem je danas selo Nedvigovka, istraživalo se od polovice 19. stoljeća.
U 10. stoljeću, područje je došlo pod nadzor slavenske kneževine Tmutarakana.
Kipčaci, koji su zauzeli područje 1067. godine, preimenovali su ga u azak (t.j., nizina). Od tog naziva je izveden današnji naziv za grad Azov. 
Zlatna Horda zauzela je veći dio obale u 13. i 14. stoljeću, ali mletački i genovski trgovci dobili su dozvolu za naseljavanje na mjestu današnjeg Azova, gdje su utemeljili koloniju koju su nazivali Tana.
Godine 1471. Turci su dali sagraditi jaku tvrđavu u Azovu.

## Azovska tvrđava
Ljeta 1637., u jednoj od najslavnijih stranica kozačke povijesti, Donski Kozaci su zauzeli tvrđavu, koju je držao turski garnizon od 4000 vojnika oboružanih i s 200 topova, i držali su ju 5 godina. Lipnja 1641. godine izdržali su dugu tursku opsadu, a naredne godine, kada su se Turci povukli, car je sazvao narodno vijeće, Zemsky Sobor, koje je odlučilo predati tvrđavu za izbjeći sveopći rat s Turskom. Prije napuštanja tvrđave, Kozaci su uništili sve utvrđene objekte (fortifikacije).
Tijekom azovskih pohoda (1696.), Petar Veliki je uspio vratiti tvrđavu, ali propastni ishod prutskih pohoda su ga prisilili dati Azov natrag Turcima 1711. godine. Šaljivi opis događaja je prikazan u Voltaireovoj Candide. 
Za Velikog rusko-turskog rata zauzela ga je vojska na čelu s grofom Rumjancevim i grad je konačno došao pod Rusiju po uvjetima mira u Kučuk-Kajnardžiju 1774. godine. Sedam godina Azov je bio glavni grad odvojene vlade, ali, rašću Rostova na Donu mu je postupno opala važnost.

## Vanjske poveznice
- Sovjetski zemljovid 1:100,000